# Kattemmolen

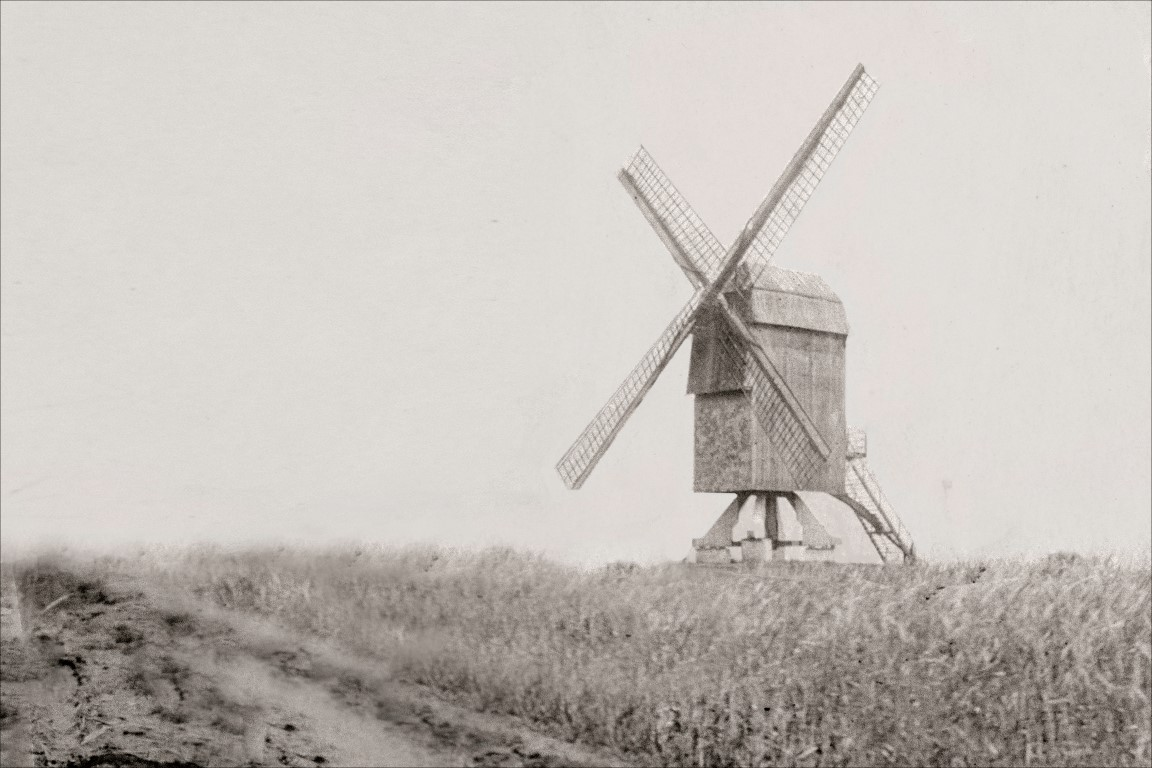
De molen rond 1920

De Kattemmolen was een houten windmolen gelegen in het gehucht "Kattem", Borchtlombeek (gemeente Roosdaal).

## Historiek

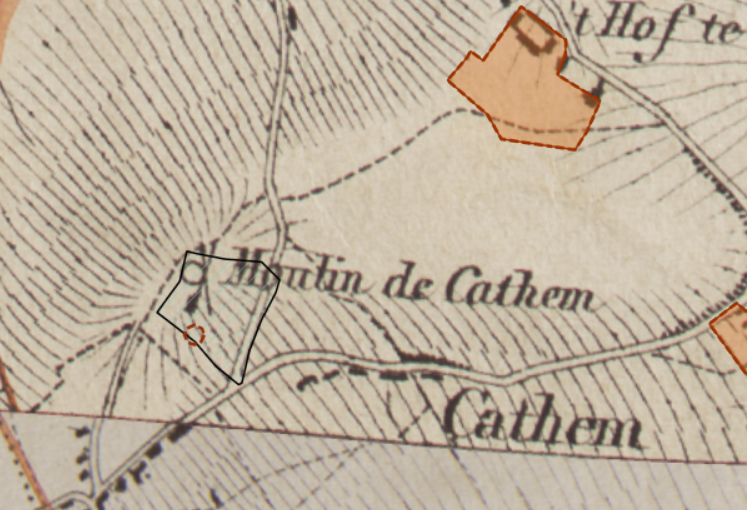
De Kattem (of Cattem)molen op de Vandermaelenkaart.

Deze houten korenwindmolen werd opgericht tussen 1775 en 1800, op de Herststraat op de hoek met de Hazeveldweg, maar verhuisde in 1840 naar de Keistraat. (De molen lag op het heuveltje linksachter het perceel van Keistraat 37).
Vóór 1830 was de molen in handen van ene Petrus Van Laethem. Vanaf 1837 tot 1911 verrichtte de familie Moens de molenwerkzaamheden.  Zij lieten de molen afbreken en verhuisden hem naar een iets hoger gelegen plaats in Kattem.  De molen stond bekend als een van de best werkende molens uit de omgeving. In 1920 werd de molen verkocht aan de familie Van Roy en bleef in werking tot 1937.
Tijdens de Tweede Wereldoorlog werd hij vroeg in 1940 beschadigd door de Engelsen die dachten dat de Duitsers er een uitkijkpost hadden en was hij niet langer geschikt om nog te malen. In 1941 werd hij neergehaald.

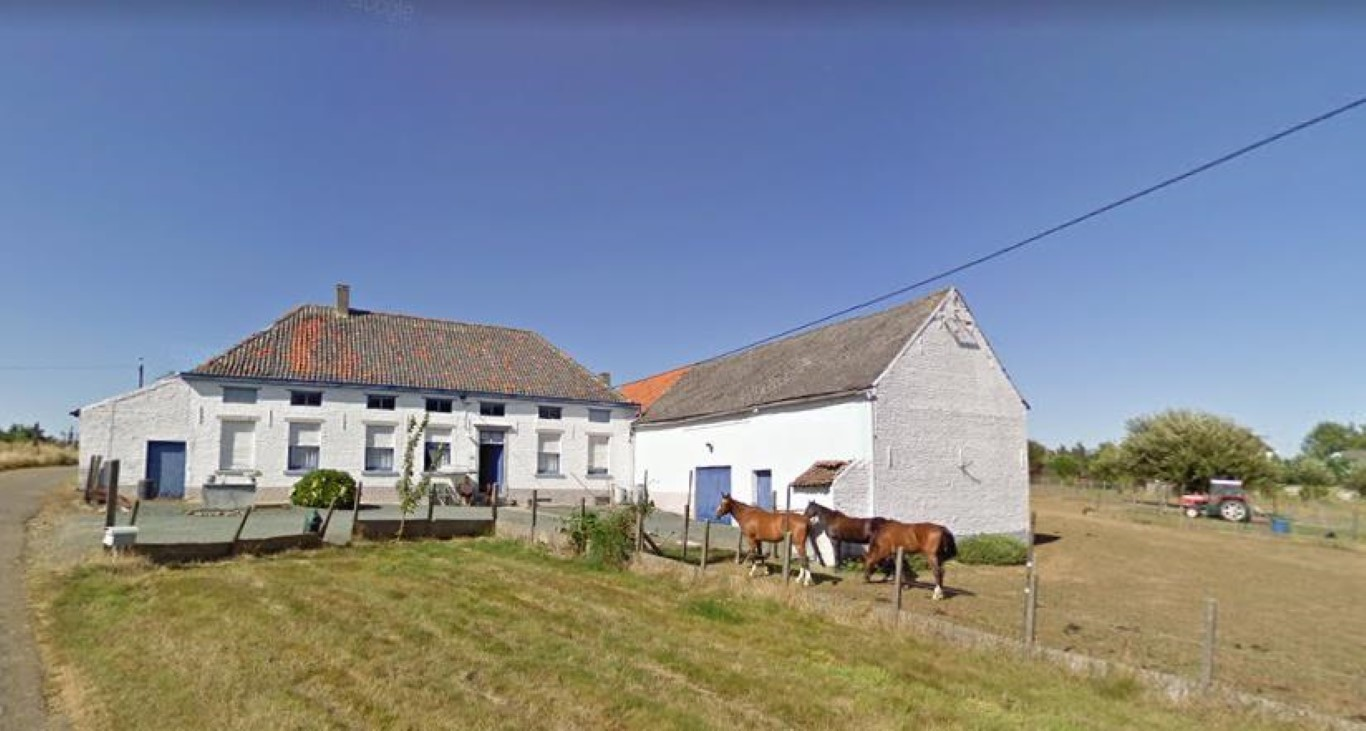
Het oorspronkelijke molenaarshuis (afgebroken in 2010)

Het molenaarshuis, dat dateerde van 1840, werd in 2010 afgebroken, voor de nieuwe woonwijk die er werd aangelegd.
Het huis bestond uit 7 traveeën, een anderhalve verdieping en schilddak bedekt met pannen. Het was gedateerd met het jaartal 1931 boven de metalen poortlatei.

## Ontsluiting van de molen
Dit plekje is een halte op de Molenfietsroute Roosdaal. Deze wandel-/fietsroute is een onderdeel van de Molenbox, ontwikkeld door de Erfgoedcel Pajottenland Zennevallei in 2009. In 2020 werd de molen door de gemeente Roosdaal ontsloten via een QR-code.